# مغاره، سوریه
مغاره (به عربی: المغارة) یک روستا در سوریه است که در ناحیه احسم واقع شده‌است. مغاره ۱٬۱۲۲ نفر جمعیت دارد.